# Șciurovîci, Radehiv
Șciurovîci (în ucraineană Щуровичі) este un sat în comuna Smorjiv din raionul Radehiv, regiunea Liov, Ucraina.

## Demografie
Componența lingvistică a localității Șciurovîci
     Ucraineană (100%)
Conform recensământului din 2001, toată populația localității Șciurovîci era vorbitoare de ucraineană (100%).